# Forza di Supporto Strategico dell'Esercito Popolare di Liberazione
La Forza di Supporto Strategico dell'Esercito Popolare di Liberazione (in cinese: 中国人民解放军战略支援部队S, Zhōngguó Rénmín Jiěfàngjūn Zhànlüè Zhīyuán BùduìP) è stata una componente dell'Esercito Popolare di Liberazione della Repubblica Popolare Cinese. Si occupava di guerra elettronica, cibernetica e spaziale ed è stata fondata nel 2015.
Nell'aprile 2024 il presidente cinese Xi Jinping ha ordinato una riorganizzazione dell'apparato militare cinese che ha comportato lo scioglimento della Forza di supporto strategico e la sua riorganizzazione in tre distinti reparti, chiamati Forza aerospaziale, Forza ciberspaziale e Forza di supporto informativo, che si occupano rispettivamente di guerra spaziale, guerra cibernetica e guerra elettronica.

## Struttura
La struttura funzionale era simile a quella delle Forze missilistiche. La Forza di Supporto Strategico è stata creata unendo le unità che si occupano di spionaggio cibernetico, supporto elettronico e sistemi spaziali.

### Dipartimento dei Sistemi Spaziali
Questo dipartimento si occupava delle attività spaziali militari (comando, controllo, comunicazioni, intelligence e sorveglianza) e comprendeva le stazioni di lancio, tracciamento e controllo dei satelliti militari, inclusi i centri di lancio di Jiuquan, Taiyuan, Wenchang e Xichang, il Centro di controllo e comando aerospaziale di Pechino e il Corpo Astronauti.

### Dipartimento dei Sistemi di Rete
Questo dipartimento integrava tutte le capacità di guerra cibernetica dell'Esercito Popolare di Liberazione e controllava numerose basi sparse in tutta la Cina. Comprendeva un sottodipartimeto chiamato Università di Ingegneria dell'Informazione, che a sua volta controllava numerose accademie militari cinesi.